# Operazioni militari durante la seconda guerra mondiale
Lista di missioni, operazioni e progetti militari attuati (e non) durante la seconda guerra mondiale.

## Europa

### Fronte occidentale

#### 1935
- Caso Rosso - Piano di difesa tedesco in caso di attacco da parte della Francia durante l'invasione della Cecoslovacchia.

#### 1940
- Ambassador - Incursione di commando britannici su Guernsey.
- Attila - Piano di contingenza per un'eventuale occupazione tedesca della Francia di Vichy.
- Fall Gelb ("Caso Giallo") - Offensiva tedesca contro l'Europa occidentale.
- Dynamo - Evacuazione britannica da Dunkerque.
- Fall Rot ("Caso Rosso") - Seconda fase dell'offensiva tedesca sul fronte occidentale
- Paula - Attacco generale della Luftwaffe contro i campi di aviazione alleati in Francia il 3 giugno
- Mondscheinsonate ("Serenata al chiar di Luna") - Incursione aerea tedesca su Coventry.
- Seelöwe ("Leone Marino") - Progettata invasione tedesca della Gran Bretagna.
  - Adler ("Aquila") - Offensiva aerea tedesca nota come Battaglia d'Inghilterra.
  - Grün ("Verde") - Finta invasione dell'Irlanda in congiunzione con Seelöwe.
  - Herbstreise ("Viaggio Autunnale") - Finta invasione della Scozia in congiunzione con Seelöwe.

#### 1941
- Artur ("Arturo") - Piano tedesco di supporto alle attività dell'IRA.

#### 1942
- Anton - Occupazione tedesca della Francia di Vichy.
- Basalt ("Basalto") - Raid inglese sulle Sark.
- Biting - Incursione di commando alleati sulle postazioni radar in Francia.
- Cerberus ("Cerbero") - Fuga delle navi tedesche da Brest ai porti della Germania.
- Chariot ("Carro")- Incursione britannica su Saint-Nazaire.
- Clawhammer - Progettata incursione di commando su una postazione radar in Francia.
- Frankton - Incursione di commando su un porto mercantile in Francia.
- Jubilee ("Giubileo") - Fallita incursione su larga scala da parte britannico-canadese, su Dieppe.
- Lila ("Lilla") - Attacco tedesco al porto di Tolone per impadronirsi della flotta da guerra francese
- Millennium ("Millennio") - Incursione britannica con 1.000 bombardieri su Colonia.
- Rutter - Progettata incursione britannico-canadese su Dieppe. Abbandonato a causa delle sfavorevoli condizioni meteo e rivisitato come Jubilee.
- Sledgehammer ("Mazza") - Piano alleato di invasione della penisola del Cotentin.

#### 1943
- Bolero (1943-1944) - Afflusso di forze e materiali statunitensi in Gran Bretagna, in preparazione per il D-Day.
- Operazione Chastise - Attacco aereo britannico sulle dighe tedesche.
- Operazione Corkscrew - Azioni preliminari, compiute dalle forze britanniche nell'ambito del più vasto sbarco in Sicilia.
- Gomorrah ("Gomorra") - Attacco aereo britannico su Amburgo.
- Progetto Habakkuk - Progetto per costruire una portaerei di ghiaccio.
- Hydra ("Idra") - Bombardamenti della RAF su Peenemünde nella notte del 16-17 agosto.
- Round Up - Piano anglo-americano per l'invasione dell'Europa nord-occidentale (ridenominato ad agosto 1943 Overlord).

#### 1944
- Bluecoat - Avanzata anglo-canadese sul fiume Vire per ostacolare il ridispiegamento tedesco.
- Charnwood - Assalto canadese a Caen.
- Cobra - Sfondamento statunitense dal fronte in Normandia
  - Dunhill - Operazioni del Special Air Service (SAS) in Normandia per appoggiare Cobra.
- Defoe - Pattugliamenti del SAS in Normandia.
- Diver - Difesa di Londra dagli attacchi delle V-1.
- Epsom - Assalto britannico ad ovest di Caen.
- Goodwood - Tentativo di sfondamento britannico dal fronte in Normandia.
- Herbstnebel - Denominazione definitiva della offensiva delle Ardenne.
  - Greif - Truppe tedesche travestite da soldati alleati durante Herbstnebel.
  - Schneeman - Tentativo tedesco di aprire un secondo fronte nei Paesi Bassi.
  - Stösser - Lanci paracadutati in supporto a Herbstnebel.
- Kitten - Avanzata britannico-canadese sulla Senna.
- Lost - Incursione britannica sulla Bretagna.
- Loyton - Fallito pattugliamento del SAS sui Vosgi.
- Market Garden - Tentativo aviotrasportato alleato di attraversamento del Basso Reno.
- Nelson - Cancellato pattugliamento del SAS in Francia.
- Newton - Incursione del SAS in Francia.
- Overlord - Sbarchi Alleati in Normandia.
  - Bodyguard - Piano diversivo complessivo, comprendente:
    - Hambone
    - Jael
    - Ferdinand
    - Skye
    - Quicksilver
    - Fortitude

  - Detroit - Sbarco paracadutato statunitense in Normandia.
  - Chicago - Sbarco paracadutato statunitense in Normandia.
  - Dingson - Incursione di commando della Francia Libera
  - Mulberry - Creazione di ancoraggi sicuri utilizzando chiatte.
  - Fortitude - Attività diversive Alleate per nascondere Overlord.
  - Lüttich - Controffensiva tedesca su Mortain.
  - Maple ("Acero") - Operazioni navali Alleate di sminamento
  - Neptune ("Nettuno") - Fase di sbarco di Overlord.
    - Gambit - Uso di mini-sottomarini classe X come diversivi sulle spiagge Sword e Juno

  - Postage Able - Sopralluoghi sulle spiagge dello sbarco usando sottomarini classe X e sommozzatori.
  - Tonga - Sbarco paracadutato britannico in Normandia, ad est del fiume Orne.
- Pegaso - Soccorso alleato dopo il fallimento di Market Garden.
- Pluto ("Plutone")- Costruzione di oleodotti sottomarini tra Inghilterra e Francia.
- Queen ("Regina")- Operazione di supporto aereo ravvicinato sulla Foresta di Hurtgen, ad est di Aquisgrana.
- Tiger ("Tigre")- Esercizio di addestramento Alleato precedente al D-Day, nei pressi di Slapton, Inghilterra.
- Totalize - Tentativo alleato di intrappolare le armate tedesche in Normandia.
- Tractable - Proseguimento di Totalize per chiudere la sacca di Falaise.
- Wacht am Rhein - Primo nome in codice della controffensiva tedesca nelle Ardenne (in Belgio, Lussemburgo e Francia).
- Nordwind - Offensiva tedesca in Alsazia

#### 1945
- Amherst - Incursione aviotrasportata britannica sui Paesi Bassi.
- Bodenplatte - Attacco aereo tedesco a 27 basi aeree Alleate.
- Goldflake - Il I. Corpo canadese si sposta dall'Italia all'Europa settentrionale sotto il comando della I. Armata canadese.
- Grenade ("Granata") - Attraversamento del Roer da parte della IX. Armata USA (si veda anche: Veritable).
- Plunder - Attraversamento britannico del Reno.
  - Archway - Operazione del SAS per appoggiare Plunder.
  - Varsity - Attraversamento aviotrasportato in congiunzione con Plunder.
- Schneeman - Tentativo tedesco di aprire un secondo fronte nei Paesi Bassi.
- Nordwind - Offensiva tedesca in Alsazia.
- Veritable - Attraversamento del Roer da parte della I Armata canadese (vedi anche Grenade).

### Fronte orientale

#### 1941
- Barbarossa - Invasione tedesca dell'Unione Sovietica.
  - Beowulf - Attacco anfibio tedesco alle isole di Saaremaa ed Hiiumaa.
  - Taifun ("Tifone") - Offensiva autunnale tedesca tesa a prendere Mosca prima dell'arrivo dell'inverno.
- Sinyavino (1941 e 1942) - Doppio tentativo fallito di liberare Leningrado da parte sovietica.

#### 1942
- Blau ("Caso Blu") - Offensiva tedesca nel sud dell'Unione Sovietica.
- Blücher - Offensiva tedesca nel Caucaso.
- Braunschweig ("Brunswick") - Offensiva tedesca su Stalingrado e nel Caucaso.
  - Edelweiss ("Stella Alpina") - Avanzata tedesca nel Caucaso su Baku e sui pozzi petroliferi sulle coste del Mar Nero.
  - Fischreiher ("Airone") - Offensiva tedesca diretta a raggiungere e conquistare Stalingrado.
- Donnerschlag ("Rombo di tuono") - Piano tedesco per la sortita dalla sacca di Stalingrado della 6. Armata tedesca; non venne mai attuato.
- Feuerzauber ("Fuoco Magico") - Piano tedesco per prendere Leningrado.
- Lyuban - Fallito tentativo sovietico di liberare Leningrado.
- Nordlicht ("Luce del Nord") - Piano tedesco per prendere Leningrado.
- Saturn ("Saturno") - Proposto grande attacco sovietico a seguito dell'accerchiamento di Stalingrado; adattato per diventare l'Operazione Piccolo Saturno.
- Uran ("Urano") - Offensiva sovietica a tenaglia per accerchiare la 6. Armata tedesca a Stalingrado.
- Malyj Saturn ("Piccolo Saturno") - Offensiva sovietica scatenata dopo l'accerchiamento di Stalingrado, contro il fronte italiano sul Don.
- Wintergewitter ("Tempesta d'inverno") - Tentativo tedesco fallito di liberare la 6. Armata tedesca intrappolata a Stalingrado.

#### 1943
- Kolžo ("Anello") - Offensiva finale sovietica contro la sacca di Stalingrado
- Zvedza ("Stella") - Offensiva sovietica in Ucraina, in direzione di Char'kov.
- Galop - Offensiva sovietica in Ucraina, in direzione della costa del Mar Nero
- Eisenhammer - Piano per distruggere gli impianti di energia elettrica di Mosca e Gor'kij.
- Zitadelle ("Cittadella") - Offensiva tedesca tesa ad eliminare il saliente di Kursk.
- Kutuzov - Attacco sovietico contro la 2. Armata panzer tedesca a nord del saliente di Kursk.
- Polkovodets Rumyantsev - Attacco sovietico contro il settore sud del saliente di Kursk.

#### 1944
- Aster - Piano di evacuazione tedesco dell'Estonia.
- Bagration - Grande offensiva sovietica contro le forze tedesche in Bielorussia.
- Cäsar - Contrattacco tedesco per contrastare l'offensiva sovietica su Riga.
- Doppelkopf - Controffensiva tedesca per sbloccare le forze tedesche isolate nei Paesi Baltici.
- Margarethe - Operazione tedesca per prevenire la defezione dell'Ungheria dalla guerra.
- Moonsund - Riconquista sovietica delle isole estoni di Saaremaa ed Hiiumaa.

#### 1945
- Frühlingserwachen ("Risveglio di primavera") - Controffensiva tedesca contro le forze dell'Armata Rossa in Ungheria.
- Keelhaul - Rimpatrio forzato in Unione Sovietica, dei prigionieri di guerra russi liberati dagli Alleati occidentali.
- Konrad - Controffensiva tedesca per cercare di liberare Budapest
- Sonnenwende ("Solstizio d'inverno") - Offensiva tedesca per liberare la Pomerania dalle forze russe e impedire l'avanzata su Berlino.
- Südwind - Attacco tedesco in Ungheria contro la testa di ponte sovietica sul fiume Hron

### Scandinavia

#### 1940
- Wilfred - Invasione franco-britannica della Norvegia.
- Alphabet - Evacuazione delle truppe britanniche dalla Norvegia.
- Büffel - Operazione tedesca per soccorrere le truppe a Narvik (Norvegia).
- Fork - Invasione britannica dell'Islanda.
- Ikarus ("Icaro") - Progettata invasione tedesca dell'Islanda.
- Juno - Operazione navale tedesca per disturbare i rifornimenti alleati in Norvegia.
- Weserübung ("Esercizio Weser") - Invasione tedesca di Danimarca e Norvegia.
  - Weserübung Nord ("Esercizio Weser") - Invasione tedesca di Trondheim e Narvik.
  - Weserübung Sud ("Esercizio Weser") - Invasione tedesca di Bergen, Kristiansand e Oslo.

#### 1941
- Archery - Incursione di commando britannici su Maaloy (Norvegia).
- Silberfuchs ("Volpe Argentata") - Operazioni tedesche nell'Artico, tra cui:
  - Blaufuchs 1 ("Volpe Blu 1") - Spostamento di truppe tedesche dalla Germania alla Lapponia finlandese.
  - Blaufuchs 2 ("Volpe Blu 2") - Spostamento di truppe tedesche dalla Norvegia alla Lapponia finlandese.
  - Platinfuchs ("Volpe di Platino") - Attacco tedesco verso Murmansk da Petsamo (Finlandia).
  - Polarfuchs ("Volpe Polare") - Attacco tedesco verso Kandalaksha dalla Lapponia finlandese.
  - Renntier ("Renna") - Occupazione tedesca di Petsamo.
- Claymore - Incursione britannica sulle Lofoten (Norvegia)
- Gauntlet - Incursione su Spitzbergen.

#### 1942
- Jupiter ("Giove") - Proposta invasione della Norvegia.
- Lachsfang - Proposto attacco combinato tedesco e finlandese contro Kandalaksha e Belomorsk.

#### 1943
- Gunnerside - Incursione sull'impianto norvegese per la produzione di acqua pesante.
- Sizilien ovvero Zitronella - Incursione tedesca su Spitzbergen occupata dagli Alleati.

#### 1944
- Birke ("Betulla") - Piano tedesco per ritirarsi dalla Finlandia settentrionale prima della Guerra lappone.
- Nordlicht ("Luce del Nord") - Ritiro tedesco dalla Penisola di Kola.
- Tanne Ost - Fallito tentativo tedesco di occupare l'isola di Suursaari.
- Tanne West - Previsto tentativo tedesco di strappare le Isole Åland alla Finlandia.

#### 1945
- Birkhahn ("Gallo Nero") - Ritiro tedesco dalla Norvegia.

### Mar Mediterraneo

#### 1940
- Compass ("Bussola") - Controffenisva britannica in Nordafrica
- Sonnenblume ("Girasole") - Movimento di truppe tedesche in Nordafrica, conseguenza della britannica Operazione Compass (Afrika Korps)
- Felix - Piano di invasione tedesca di Gibilterra
- Judgement ("Giudizio") - Attacco aereo britannico alla flotta italiana nel porto di Taranto

#### 1941
- Alpenveilchen - Invio di truppe tedesche in Albania per appoggiare l'Italia nella campagna italiana di Grecia; mai attuata.
- Battleaxe ("Ascia di guerra") - Fallito attacco britannico alle forze dell'Asse in Nordafrica per aiutare Tobruk
- Brevity ("Brevità") - Conquista britannica del Passo di Halfaya, Egitto
- Colossus ("Colosso") - Raid aereo sperimentale sull'acquedotto vicino a Calitri, nell'Italia meridionale
- Crusader ("Crociato") - Liberazione britannica di Tobruk
- Lustre - Rafforzamento britannico della Grecia
- Marita - Invasione tedesca della Grecia
- Merkur ("Mercurio") - Invasione tedesca di Creta
- Mittelmeer (1940 - 1941) - Rafforzamento tedesco delle forze aeree italiane nel Mediterraneo
- Zombie (1941) - Operazione Cold Comfort, rinominata

#### 1942
- Acrobat ("acrobata") - Piano britannico per attaccare la Tripolitania, dopo il successo di Crusader
- Aida - Avanzata di Rommel in Egitto
- Braun ("Marrone") - Intervento italo-tedesco in Tunisia per fermare l'avanzata alleata dall'Algeria e dal Marocco
- Agreement ("Accordo") - Raid di truppe britanniche, rodhesiane e neozelandesi su diversi obiettivi in Nordafrica
  - Daffodil ("Giunchiglia") - Raid su Tobruk
  - Hyacinth ("Giacinto") - Raid su Barce
  - Snowdrop (1942) - Raid su Bengasi
  - Tulip ("Tulipano") - Riconquista dell'oasi di Jalo
- Bertram - Operazione diversiva in preparazione della Seconda battaglia di El Alamein
- Gymnast ("Ginnasta") - Primo nome dell'Operazione Torch
- Herkules ("Ercole") - Piano di invasione aerea di Malta da parte dell'Asse (per i comandi italiani C3)
- Isabella - Iniziale piano di risposta tedesca in caso di invasione britannica della Penisola Iberica
- Lightfoot ("Piede leggero") - Primo attacco da parte di britannici e australiani ad El Alamein
- Pedestal ("Piedistallo") (1942) - Convoglio Alleato verso Malta.
- Supercharge ("Supercarica") (1942) - Seconda fase dell'attacco britannico e neozelandese ad El Alamein
- Super-Gymnast ("Super-Ginnasta")- Secondo nome della successiva Operazione Torch
- Theseus ("Teseo") - Offensiva tedesca per scacciare gli Alleati dalla Cirenaica e dall'Egitto
- Torch ("Torcia") - Sbarchi Alleati in Nordafrica
- Operazione Venezia - Offensiva italo-tedesca sul fronte di ʿAyn al-Ghazala, in Libia

#### 1943
- Corkscrew ("Cavatappi") - Occupazione alleata di Pantelleria
- Husky - Invasione alleata della Sicilia
  - Chestnut ("Castagna") - Incursione del SAS in appoggio all'invasione della Sicilia
  - Mincemeat ("Tritacarne") - Operazione di disinformazione precedente all'invasione della Sicilia
- Achse ("Asse") - Invasione tedesca dell'Italia dopo la firma dell'armistizio di Cassibile
  - Alarich ("Alarico") - Piano tedesco per l'occupazione del Nord Italia
- Invasione alleata dell'Italia continentale:
  - Baytown - Sbarco Alleato in Calabria
  - Slapstick - Sbarco di contingenti alleati nei pressi di Taranto
  - Avalanche ("Valanga") - Sbarco alleato presso Salerno
    - Boardman - Operazione diversiva per Avalanche
- Begonia - Parte aviotrasportata del tentativo di soccorso del prigionieri di guerra britannici in Italia
- Capri - Fallito attacco italo-tedesco a Medenine, sul fronte del Mareth, in Tunisia
- Frülingswind ("Vento di primavera") - Attacco delle forze corazzate tedesche a ovest del passo Faid in Tunisia
- Gertrud ("Gertrude") - Piano di risposta tedesco nel caso la Turchia si fosse schierata con gli Alleati
- Gisela - Secondo piano di risposta tedesco in caso di invasione britannica della Penisola Iberica
- Jonquil - Parte aviotrasportata del tentativo di soccorso del prigionieri di guerra britannici in Italia (si veda anche: Begonia)
- Morgenluft ("brezza del mattino") - Attacco dell'Afrikakorps al passo di Gafsa in Tunisia
- Nurnberg ("Norimberga") - Terzo e ultimo piano di risposta tedesco in caso di invasione alleata della Penisola Iberica
- Sturmflut - Attacco italo-tedesco al passo di Kasserine in Tunisia
- Vulcan ("Vulcano") - Assalto finale Alleato alle forze dell'Asse intrappolate attorno a Tunisi.
- Ochsenkopf ("Testa di bue") - Attacco tedesco in Tunisia sul fronte di Majaz al-Bab

#### 1944
- Anvil ("Incudine") - Invasione alleata della Francia meridionale, in seguito rinominata Dragoon
- Candytuft - Operazione del SAS volta a distruggere il ponte ferroviario tra Pesaro e Fano
- Diadem ("Diadema") - Vittorioso assalto alleato alla linea difensiva tedesca Gustav in Italia.
  - Strangle - Bombardamento alleato sulle linee di rifornimento tedesche, in preparazione all'Operazione Diadem.
- Dragoon ("Dragone") - Sbarco alleato nella Francia meridionale
  - Dove ("Colomba") - parte dell'Dragoon effettuata con alianti da trasporto truppe
  - Span - Operazione diversiva a supporto dell'Dragoon
- Driftwood - Raid fallito su obiettivi ferroviari a nord di Roma
- Shingle - Sbarco alleato ad Anzio
  - Baobab - Operazione del SAS per distruggere il ponte ferroviario tra Pesaro e Fano
  - Chettyford - Piano diversivo a supporto all'Operazione Shingle
  - Pomegranate ("Melograno") - Incursione a supporto dell'Operazione Shingle
- Morgenrote ("Alba") - Contrattacco tedesco allo sbarco alleato ad Anzio
- Operazione Herbstnebel 2 ("Nebbia autunnale") - Proposta rifiutata di ritirare le truppe tedesche in Italia oltre il fiume Po
- Wintergewitter - Controffensiva italo-tedesca sul fronte della Garfagnana.

#### 1945
- Cold Comfort - Cold Comfort/Zombie fallite incursioni del SAS per bloccare la ferrovia che attraversa il Passo del Brennero
- Speedwell - Operazione dietro le linee nemiche dello Special Air Service britannico per tagliare le comunicazioni ferroviarie in Italia Settentrionale.
- Tombola - Incursione del SAS in Italia

### Movimenti di Resistenza
- Anthropoid (1942) - Piano ceco-britannico per l'assassinio di Reinhard Heydrich
- Braunschweig 2 ("Brunswick") (1944) - Azione anti-partigiana tedesca in Istria
- Burza ("Piano Burza", "Operazione Tempesta") (1944) - Serie di rivolte locali organizzate dall'Armata Krajowa polacca
- Canuck (1945) - Operazione dei SAS presso Torino per addestrare e organizzare i partigiani italiani
- Carpetbagger (1943) - Lancio di approggivionamenti americani alle forze di Resistenza
- Drina (1943) - Offensiva dei partigiani jugoslavi contro cetnici e italiani in Montenegro e Erzegovina
- Kugelblitz (1943-44) - Offensiva tedesca contro i partigiani jugoslavi in Bosnia e Dalmazia
- Nachtigall (1944) - Piano tedesco per l'eliminazione delle bande partigiane nelle valli Chisone e Germanasca Provincia di Torino
- Ratweek (1944) - Attacco combinato della Balkan Air Force e dei partigiani jugoslavi contro le linee di rifornimento tedesche in Jugoslavia
- Rösselsprung ("Mossa del cavallo") (1944) - Offensiva tedesca in Bosnia occidentale e tentativo di catturare Josip Broz Tito
- Schwarz (1943) - Operazione anti-partigiana tedesca nella Jugoslavia occupata
- Rübezahl (1944) - Attacco tedesco in Montenegro e Sangiaccato contro i partigiani jugoslavi
- Trio (1942) - Offensiva italo-tedesco-croata contro la resistenza partigiana jugoslavia in Bosnia e Erzegovina
- Weiss (1943) - Operazione anti-partigiana dell'Asse nella Jugoslavia occupata

## Africa
Escluso le Operazioni nel Mediterraneo.
- Chronometer ("Cronometro") (1941) Battaglia per il possesso di Assab
- Composition ("Composizione") (1941) Bombardamento di Massawa
- Ironclad ("Vestito di ferro") (1942) - Battaglia per il possesso del Madagascar
- Streamline Jane ("Snellire Jane) (1942) Campagna terrestre in Madagascar
- Menace ("Minaccia") (1940) - Attacco aviotrasportato da parte di forze della Francia Libera e Britanniche a Dakar (Senegal)
- Postmaster ("Direttore delle poste") (1942) Operazione per catturare tre navi dell'Asse nell'isola spagnola neutrale di Fernando Po
- Supply ("Provvista") (1941) Pattuglia navale alleata al largo del Madagascar

## Oceano Atlantico
Include i convogli artici della seconda guerra mondiale.

### 1940
- Nordseetour - Prima operazione atlantica della KM Admiral Hipper.

### 1941
- Berlin ("Berlino") - Traversata atlantica della Scharnhorst e della Gneisenau.
- Rheinübung ("Esercizio Reno") - Progettati attacchi tedeschi ai convogli Alleati, condotti dalla Bismarck e dall'Prinz Eugen
- Dervish ("Derviscio") primo dei convogli artici verso l'Unione Sovietica

### 1942
- Paukenschlag ("Rullo di tamburo") - Campagna degli U-Boot tedeschi contro i convogli al largo della costa orientale degli Stati Uniti.
- Regenbogung ("Arcobaleno") - Fallito attacco tedesco al convoglio artico JW-51B, da parte della Admiral Hipper e della Lutzow.
- Rösselsprung ("Mossa del cavallo") - Operazione navale tedesca (comprendente la Tirpitz) per attaccare il convoglio artico PQ-17.
- Sportpalast ("Palazzetto dello Sport") - Fallita operazione navale tedesca (comprendente la Tirpitz) per attaccare i convogli artici PQ-12 e PQ-8.
- Cerberus ("Cerbero") fuga di navi ammiraglie tedesche da Brest ai porti di origine in Germania

### 1943
- Ostfront ("Fronte Est") - Operazione finale della Scharnhorst per intercettare il convoglio JW-55B.
- Source ("Fonte") - Attacchi dei sottomarini classe X britannici alle navi da guerra tedesche in Norvegia.
- Alacrity ("Alacrità) Pattuglie navali alleate intorno alle Azzorre
- Domino ("Domino") Progettata seconda Traversata artica da Scharnhorst, Prinz Eugen e diversi cacciatorpediniere

### 1944
- Tungsten ("Tungsteno") - Attacco aereo lanciato da portaerei sulla Tirpitz.
- Cathechism ("Catechismo") Attacco aereo sulla Tirpitz
- Croquet ("Croquet") Attacco ai convogli tedeschi al largo della Norvegia

### 1945
- Deadlight ("Punto morto") Affondamento post-bellico degli U-Boot.
- Cupola ("Cupola") Operazione britannica al largo della Norvegia per distruggere convogli tedeschi

## Fronte del Pacifico

### Cina

#### 1944
- Alpha ("Alfa") - Rafforzamento delle difese del Kunming contro la minaccia giapponese.
- Ichi-Go - Campagna giapponese nella Cina orientale per mettere al sicuro le rotte terrestri verso l'Indocina e i campi d'aviazione.
- Matterhorn - Campagna di bombardamenti strategici dei Boeing B-29 Superfortress in partenza dalle basi aeree in Cina, contro il territorio metropolitano del Giappone.

#### 1945
- August Storm ("Tempesta d'agosto") (1945) - Invasione sovietica della Manciuria e di altri territori occupati dai giapponesi.

### Oceano Pacifico

#### 1942
- Watchtower ("Torre di guardia) - Invasione statunitense di Guadalcanal.

#### 1943
- Cartwheel - Spinta alleata nel sud-ovest del Pacifico, mirata ad isolare la grossa base giapponese di Rabaul.
- Cottage - Operazione statunitense e canadese per riconquistare Kiska nelle isole Aleutine.
- Galvanic - Assalto statunitense alle isole Gilbert.
- I-Go - Grande offensiva aerea giapponese per fermare le avanzate alleate sulla Nuova Guinea e Guadalcanal.
- Landcrab - Operazione statunitense per ricatturare Attu nelle Aleutine.

#### 1944
- A-Go - Piano giapponese per ingaggiare e distruggere la flotta statunitense durante gli sbarchi a Saipan.
- Flintlock - Assalto statunitense alle Isole Marshall.
- Forager - Assalto statunitense alle isole Saipan, Guam e Tinian.
- Stalemate II - Assalto statunitense alle isole di Peleliu e Angaur.
- Shō-Gō 1 - Reazione navale giapponese all'invasione statunitense di Leyte

#### 1945
- Detachment - Invasione statunitense di Iwo Jima.
- Downfall - Prevista invasione del Giappone.
  - Olympic (prevista per il 1945, non eseguita) - Prima delle due punte dell'invasione del Giappone.
  - Coronet (prevista per il 1946, non eseguita) - Seconda delle due punte dell'invasione del Giappone.
- Iceberg - Invasione statunitense di Okinawa.
- Juneau - Operazione statunitense di sminamento a Okinawa.
- Ketsu-Go - Piano giapponese per contrastare l'invasione statunitense del Giappone.
- Kikusui - Operazioni dei kamikaze giapponesi contro le forze navali alleate durante la battaglia di Okinawa.
- Meetinghouse - Bombardamento incendiario notturno contro Tokyo condotto il 10 marzo 1945 dai bombardieri ultra-pesanti statunitensi Boeing B-29 Superfortress.
- Starvation - Minamento aereo statunitense dei porti e delle vie d'acqua giapponesi.
- Ten-Go - Sortita navale giapponese per difendere Okinawa.

### Asia meridionale e del sud-est

#### 1941
- Matador - Previsto spostamento preventivo britannico in Siam dalla Malaysia.

#### 1943
- Jaywick - Attacco anglo-australiano ai bastimenti giapponesi nel porto di Singapore.

#### 1944
- Ha-Go - Azione giapponese per isolare e distruggere le forze anglo-indiane in Birmania.
- U-Go - Assalto giapponese a Imphal e Kohima.

#### 1945
- Dracula - Assalto anfibio britannico a Rangoon.
- Struggle - Distruzione dell'incrociatore giapponese Takao nel porto di Singapore, usando mini-sottomarini.
- Talon - Cattura britannica dell'Isola di Akyab e costruzione di una base di rifornimento in appoggio alla campagna della Birmania.
- Zipper - Previsto sbarco britannico dal mare in Malaysia in preparazione di un attacco per liberare Singapore.

## Altre e non classificate

### 1938
- Fall Grün ("Caso Verde") - Piano tedesco per l'invasione della Cecoslovacchia.

### 1939
- Fall Weiss ("Caso Bianco") - Invasione tedesca della Polonia.
- Pied Piper - Evacuazione dei bambini dalle città inglesi.

### 1940
- Catapult - Piano della Royal Navy per mettere fuori uso o distruggere la flotta francese dopo la resa della Francia.
- Tannenbaum - Piano tedesco per l'invasione della Svizzera.
- Wikinger - Impresa di cacciatorpediniere tedesche nel mare del Nord.

### 1941
- Countenance - Invasione anglo-sovietica dell'Iran.
- Progetto Manhattan (1941-1945) - Programma americano volto alla costruzione della bomba atomica.

### 1942
- Operazione Bracelet - Prima visita di Churchill a Stalin per rassicurarlo che il secondo fronte si farà.

### 1943
- Frantic - Uso di campi d'aviazione sovietici da parte dei bombardieri Alleati.
- Narcissus - Raid dei commando inglesi.
- Reinhard - Operazione di sterminio tedesca contro gli ebrei polacchi nel "Governatorato Generale"
- Tabarin - Spedizione inglese nell'Antartico.

### 1944
- Aphrodite - Uso di bombardieri B-17 come missili radiocontrollati.
- Foxley - Piano per uccidere Adolf Hitler che non venne mai realizzato.
- Gaff - Tentativo di uccidere Erwin Rommel.
- Valkyrie - Tentativo di uccidere Hitler.

### 1945
- Cornflakes - inserimento da parte degli USA di propaganda clandestina nel sistema postale tedesco.
- LUSTY - Operazione statunitense per la cattura di velivoli, infrastrutture e documenti scientifici tedeschi.
- Magic Carpet - Operazione post-bellica per il trasporto negli Stati Uniti del personale militare americano.
- Paperclip - Operazione in parte militare in parte scientifica per recuperare scienziati nazisti, ingegneri, esperimenti, prototipi, dati, ecc., al termine della guerra.